# Ganggrab von Ormstrup
Das Ganggrab von Ormstrup (dänisch Ormstrup Jættestue – auch Nordenbro By oder Tryggelev genannt) liegt am Stenbækvej bei Tryggelev in Magleby auf der dänischen Insel Langeland und ist entgegen der alten Namensgebung ein Dolmen und kein Ganggrab. Es stammt aus der Jungsteinzeit etwa 3000 v. Chr. und ist eine Megalithanlage der Trichterbecherkultur (TBK). Das Ganggrab ist eine Bauform jungsteinzeitlicher Megalithanlagen, die aus einer Kammer und einem baulich abgesetzten, lateralen Gang besteht. Diese Form ist primär in Dänemark, Deutschland und Skandinavien, sowie vereinzelt in Frankreich und den Niederlanden zu finden.
Die freistehende Kammer liegt auf einer Nehrung des Klise- oder Tryggelevnor. Der Nord-Süd orientierte Resthügel misst etwa 10,0 × 5,0 m. Auf der Ostseite ist der Hügel abgetragen. Die West-Ost orientierte querliegende Kammer ist im Osten offen und misst 2,3 × 1,4 m. Sie wird von drei Tragsteinen gebildet. Im östlichen Teil der Nordwand liegt ein erst kürzlich, erstelltes Trockenmauerwerk. Auf der Kammer liegt ein Deckstein mit mehreren Schälchen.
In der Nähe liegen der Runddysse von Ormstrup und der Langdolmen von Ormstrup.